# Venezuelani in Uruguay

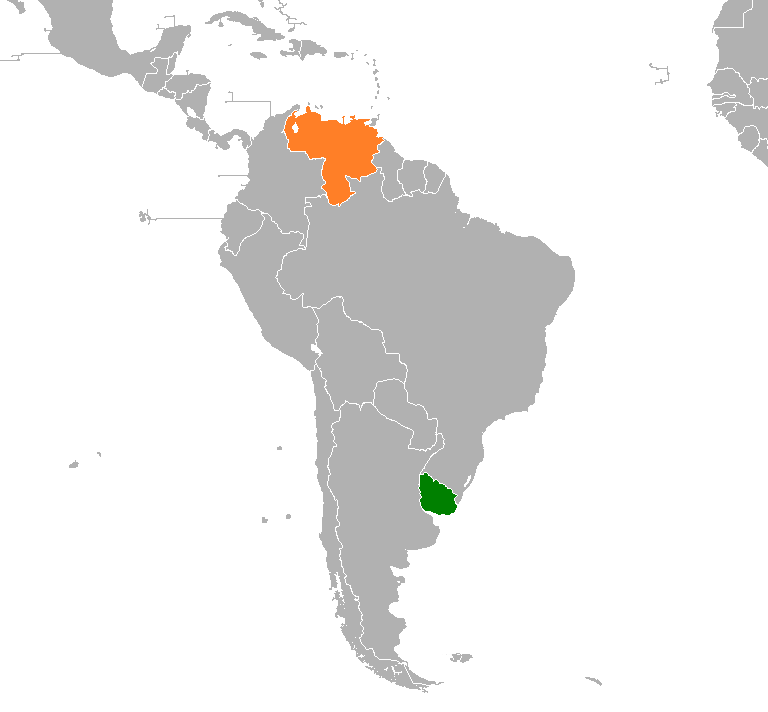
Posizioni del Venezuela (in arancione) e dell'Uruguay (in verde) nel continente sudamericano

I venezuelani in Uruguay sono dei residenti in Uruguay con origini venezuelane.

## Geografia umana
In Uruguay vivono molti venezuelani per una serie di motivi: entrambe le nazioni sono di lingua spagnola; le loro origini sono comuni, essendo stati parte del Vicereame del Río de la Plata; sono entrambi membri del MERCOSUR; non c'è bisogno di documenti speciali per migrare da un Paese all'altro e la circolazione è relativamente semplice. Inoltre è facile per i venezuelani ottenere una residenza permanente in Uruguay.
L'Uruguay è una nazione piccola e tranquilla, con spiagge sull'oceano Atlantico, così molti venezuelani facoltosi lo hanno scelto come abituale destinazione per le vacanze, tanto che alcuni vi si sono trasferiti definitivamente. Altri venezuelani, di estrazione sociale più bassa, vi si sono recati invece alla ricerca di lavoro, così come accaduto verso l'Uruguay anche da altri Paesi dell'America Latina.
Il censimento uruguayano del 2011 rivelò quasi 1.000 persone che dichiaravano il Venezuela come nazione di nascita.
 Questa cifra è però aumentata molto negli anni successivi in seguito alla cosiddetta diaspora bolivariana. Nel 2015 un numero crescente di venezuelani si è trasferito in Uruguay, alla ricerca di un futuro meno incerto; alcuni chiedono anche asilo politico.